# Växjöbladet
Växjöbladet var en dagstidning utgiven i Växjö, först Wexiö-Bladet 1810-1855, sedan Nya Wexiöbladet 1847-1945 och slutligen Växjöbladet 1945-1993. Inledningsvis var tidningen morgontidning, som gavs ut i Växjö med första nummer 1810.  
Växiöbladet var från 1945 dagstidning som kom ut en gång i veckan, alltså dagstidning enligt dagens definition. Tidningen lades ned 1976 men återuppstod senare 1979? och gavs sedan ut till 1993. 1993 ändrade tidningen namn till Tre dagar , en dagstidning som utgavs tre dagar i veckan av Länstidningen Växjöbladet aktiebolag under 1993-1994. 
Växjöbladet var länge en av Sveriges äldsta dagstidningar och fram till tidningens tillfälliga nedläggning, 1976, var Växjö Sveriges sista landsortsstad med tre morgontidningar: Växjöbladet, Kronobergaren och Smålandsposten. 
För efterföljaren se Växjöbladet-Kronobergaren

### Fotnoter
1. ↑  Växjöbladet 1810-1960 : en tidnings historia : [minnesskrift] till 150-årsjubileet den 31 januari 1960 / [utarb. av Henning Petersson ...]
2. ↑   Wexiöbladet. 1810-1855. Libris 2831177. Läst 2 oktober 2019
3. ↑  Nya Wexiöbladet. 1847-1945.
4. ↑  ”Wexiö Bladet första numret”. Växjö stadsbibliotek. https://vaxjostadsbibliotek.axiell.com/services/servlets/services.servlets.ResourceDb?res_id=1270&data_source=jdbc/bookit0. Läst 2 oktober 2019.[död länk]
5. ↑   Tre dagar -dagstidning. 1993-1995. Libris 1865569